# Acidovorax defluvii
Acidovorax defluvii es una especie de bacteria gramnegativa del género Acidovorax. Fue descrita en el año 1999. Su etimología hace referencia a agua residual. Es aerobia y móvil por flagelo polar. Tiene forma cocobacilar, con un tamaño de 0,4-1,2 μm por 0,8-2,5 μm. Puede crecer de forma individual, en parejas o en cadenas cortas. Forma colonias circulares, lisas, convexas y de color amarillo pálido. Temperatura óptima de crecimiento de 28 °C. Catalasa variable según la cepa y oxidasa positiva. Se ha aislado de lodos activados.